# 퀵실버 (기업)

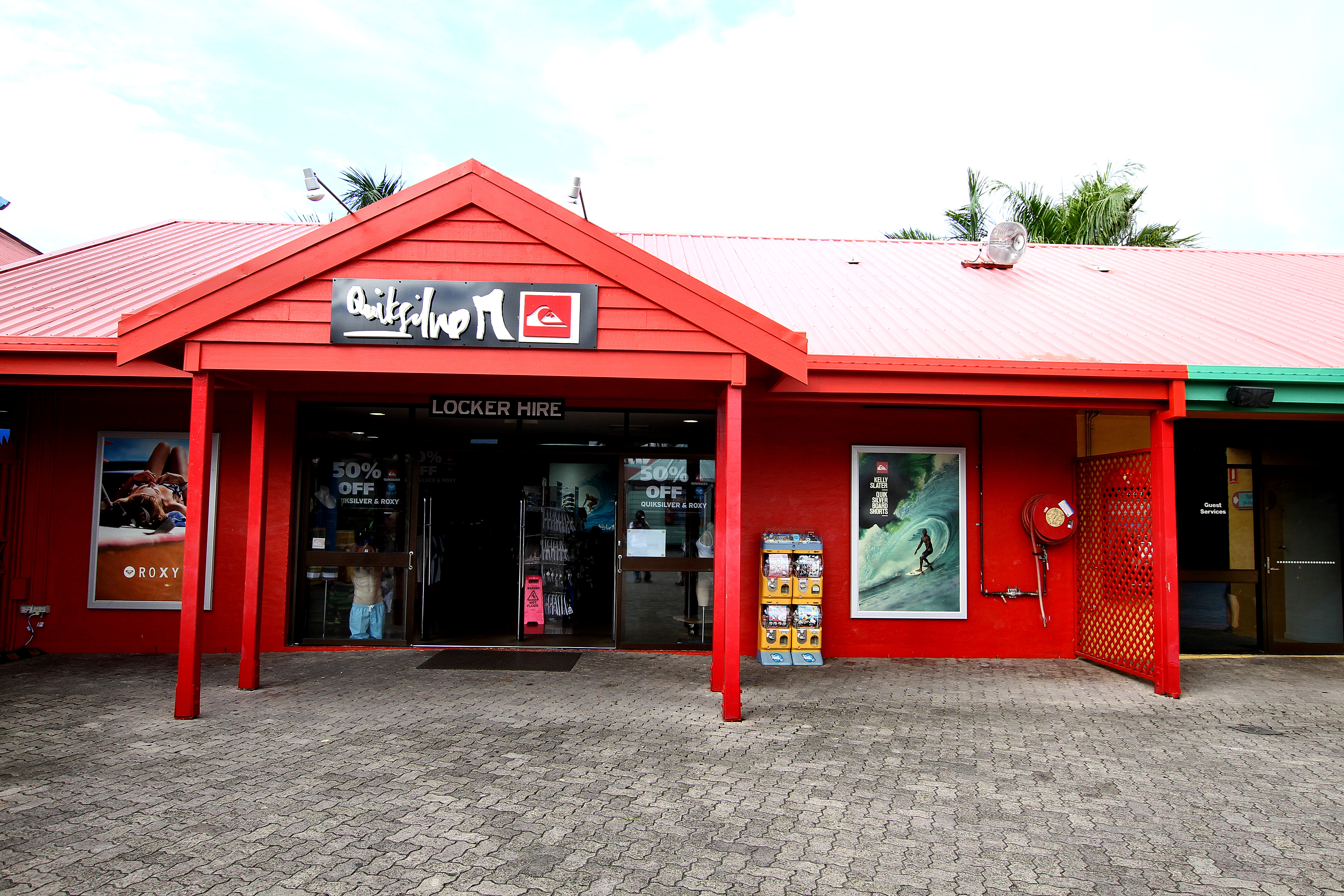

퀵실버(영어: Quiksilver)는 미국 캘리포니아주 헌팅턴비치에 본사가 있는 서핑 및 스노보드 브랜드이다. 1970년에 앨런 그린과 존 로가 오스트레일리아 빅토리아 주 토키에서 설립하였다. 로고는 가쓰시카 호쿠사이의 후지산과 물결 (가나가와 해변의 높은 파도 아래)을 모티브로 했다.